# Cecília Zino
Cecília Rose Clifford ou Cecília Zino, ( - Madeira, 1953) foi uma filantropa, de raízes inglesas. 

## Biografia
Viúva e sem filhos, Cecília decidiu fazer o seu testamento deixando todo o seu património para ser usado em prol das crianças, nomeadamente, para criar uma fundação que ajudasse crianças em risco. O seu objetivo só se concretizou anos após a sua morte, em 1961.
Inicialmente, o objetivo era criar um hospital pediátrico (uma vez que, Cecília se deparava com muitas crianças doentes nas ruas da Ilha da Madeira) que esteve em funcionamento até ao surgimento do atual Hospital Dr. Nélio Mendonça, em 1981.  Ao encargo das Irmãs Dominicanas da Congregação de Santa Catarina de Sena, desde 1963, esta fundação tem como objetivo, ajudar as crianças cujas famílias estão desestruturadas. A fundação Cecília Zino localiza-se na rua Velha da Ajuda, em São Martinho, Funchal.
1. ↑  Infopédia. Infopédia - Dicionários Porto Editora Em falta ou vazio |título= (ajuda)
2. ↑  «Irmãs Dominicanas da Congregação de Santa Catarina de Sena»
3. ↑  «Paulo Cafôfo visita Fundação Cecília Zino e enaltece "trabalho extraordinário"». www.dnoticias.pt. Consultado em 7 de março de 2019
4. ↑  «Junta de Freguesia de São Martinho». www.facebook.com. Consultado em 7 de março de 2019